# Santo Amaro (São Roque do Pico)
Santo Amaro ist eine portugiesische Gemeinde (Freguesia) im Kreis (Concelho) von São Roque do Pico, auf der Azoren-Insel Pico. In der Gemeinde leben 255 Einwohner (Stand 19. April 2021).

## Verwaltung
Santo Amaro ist Sitz einer gleichnamigen Gemeinde (Freguesia). Folgende Ortschaften liegen in der Gemeinde:
- Debaixo da Rocha
- Ponta de João Salino
- Portinho
- Santo Amaro
- Terra Alta
- Canto